# Saurodactylus mauritanicus
Il geco nano marocchino (Saurodactylus mauritanicus (Duméril & Bibron, 1836) è un piccolo sauro della famiglia Sphaerodactylidae, diffuso in Nord Africa.

## Descrizione
È un minuscolo geco i cui esemplari adulti hanno una taglia compresa tra i 2,5–3 cm. Ha occhi a palpebra fissa ed è privo di lamelle subdigitali. La colorazione è marrone con piccole macchie chiare, strisce più chiare che dipartono dal muso sfumando verso il collo, e coda tendente al giallo. Diventando adulti la colorazione tende a essere meno appariscente e più mimetica.

## Biologia
È un geco deserticolo e di abitudini prevalentemente terrestri, si nutre di insetti. Si nasconde tra sassi e rocce.

## Distribuzione e habitat
La specie è diffusa in Marocco, Sahara Occidentale e Algeria.

## Tassonomia
Sono note le seguenti sottospecie:
- Saurodactylus mauritanicus brosseti Bones & Pasteur, 1957
- Saurodactylus mauritanicus mauritanicus (Duméril & Bibron, 1836)